# Escudo del Partido Justicialista
El escudo del Partido Justicialista es establecido por la carta orgánica del partido. Fue diseñado en Argentina en la década de 1930 con el nombre de "Escudo de la Paz" y adoptado durante la campaña electoral de 1946 por el peronismo, como logo inserto en la boleta de la Unión Cívica Radical Junta Renovadora.

## Descripción
El escudo es una estilización del escudo nacional de Argentina, con un diseño que tiende a lo rectangular, propio de la estética funcionalista de la época, estética que se manifestó en el diseño de viviendas populares, automóviles, locomotoras[cita requerida] y, muy ostensiblemente en la producción gráfica electoral hoy revalorizada por teóricos del arte y artistas como Daniel Santoro. 
En el escudo, el sol, ubicado en la parte superior, tiene un ojo abierto y aparece sólo su mitad derecha, al igual que los laureles, a los que se le agregan nódulos o frutos de color rojo. Los colores celeste y blanco que le sirven de fondo y la pica con el gorro frigio también son incluidos. 
Una diferencia apreciable entre ambos escudos la constituye el par de manos estrechadas que, en el escudo nacional, están colocadas sobre una línea horizontal; mientras que en el escudo del Partido Justicialista, están colocadas en diagonal, con una mano que desciende desde el ángulo superior derecho y otra que se eleva desde el lado inferior izquierdo. Según Santoro el desnivel del que parten las manos y el encuentro entre ambas simboliza el pacto y el compromiso entre el gobierno popular y el pueblo.

## Autoría

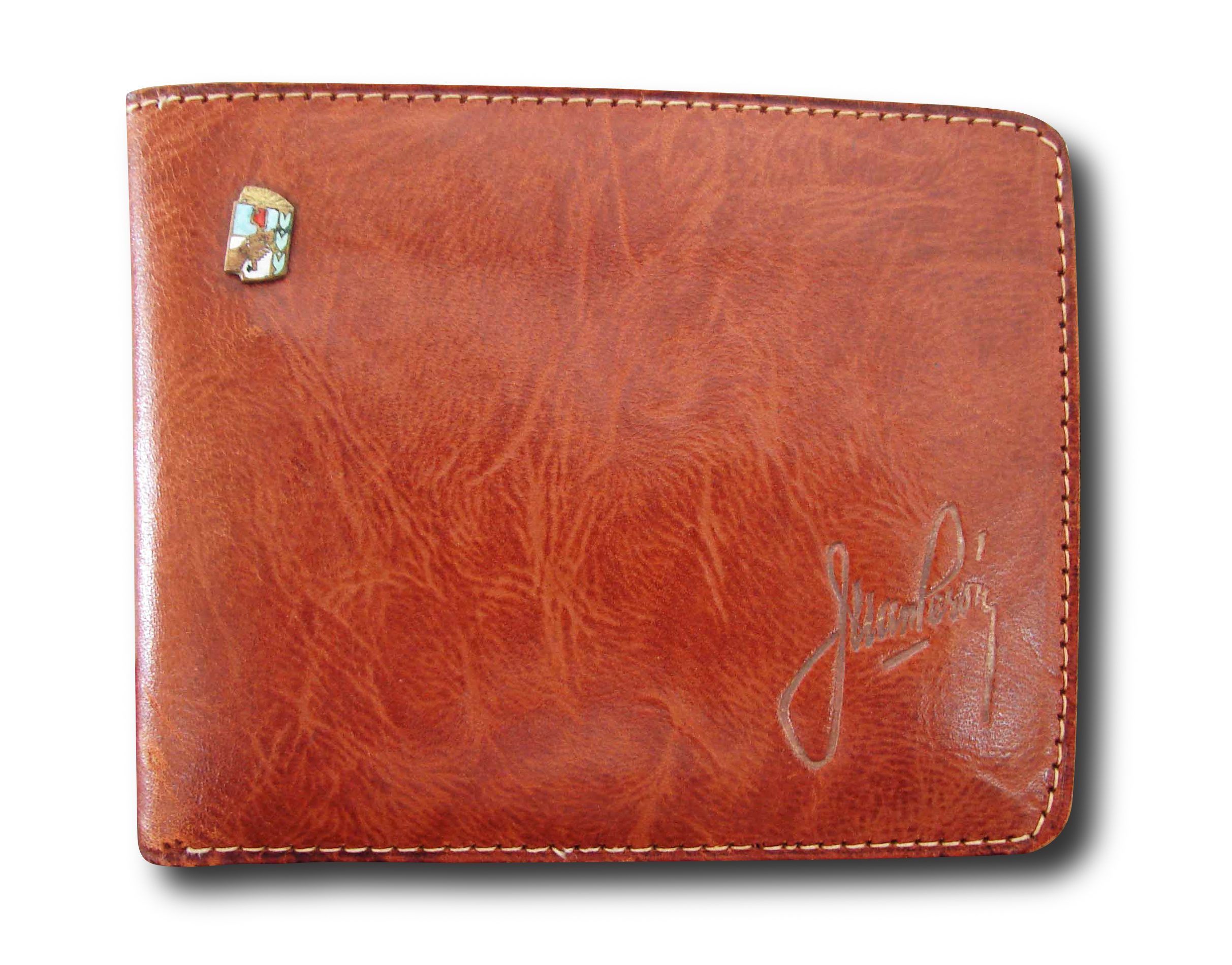
Billetera peronista en el Museo del Bicentenario.

Respecto de su creador, los historiadores parecen coincidir en que en la década de 1930, el comerciante e industrial don Ángel R. Guzmán, diseñó el escudo para su uso particular. Accidentalmente, Juan Perón vio el escudo y se lo solicitó a Guzmán para usarlo como emblema del Partido Laborista. 
El 17 de febrero de 1945 bajo el nombre Emblema de la Paz el escudo fue registrado a nombre de Guzmán y, a partir de esa fecha, dio comienzo a la fabricación masiva de los "escudos de solapa" tipo pin, esmaltados sobre chapa de bronce dorado de aproximadamente 1 cm de ancho por 1,3 cm de altura. 
El golpe de Estado que la autoproclamada Revolución Libertadora dio al gobierno democrático del general Perón el 16 de septiembre de 1955, por decreto, prohibió en todo el territorio de la Nación la utilización de los nombres, figuras, retratos, fotografías, esculturas y todo cuanto se considerara referido a Perón, Evita, al peronismo, justicialismo o hiciera referencia a ello y, bajo pena de cárcel, el escudo dejó de usarse, fabricarse e imprimirse libremente.

## Variaciones
En el año 1952, con motivo de la desaparición física de María Eva Duarte de Perón, se le incorporó al escudo, en forma paralela a las manos, una banda de color negro en señal de duelo.
En el año 1973, con motivo de la campaña política que llevaría al Doctor Héctor José Cámpora a la Presidencia de la Nación, reaparece masivamente la iconografía peronista y esta vez, curiosamente, el Ojo Vigilante del Pueblo, que señalara el investigador Fermín Chávez, desaparece del emblema.

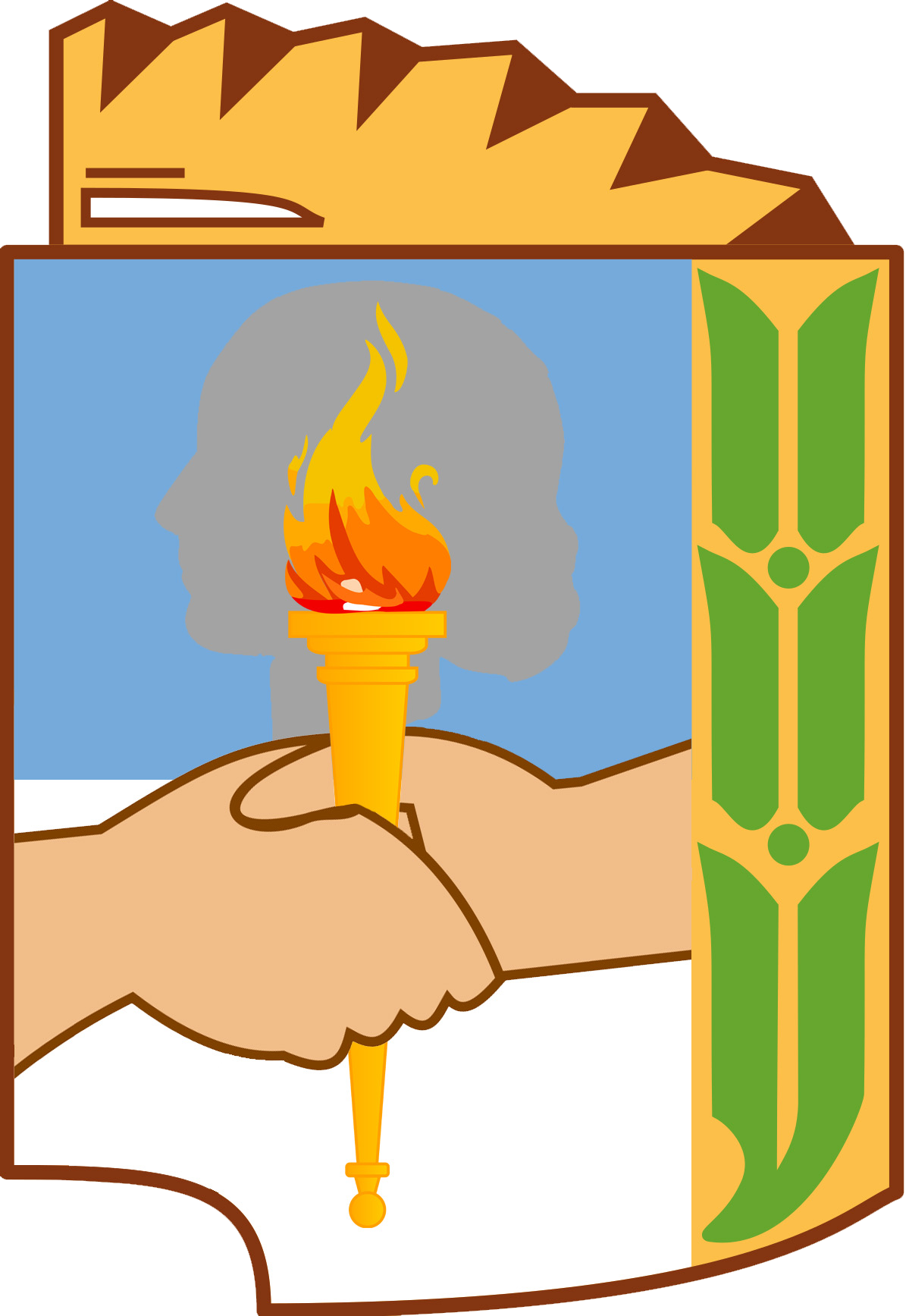
Escudo utilizado en la Ciudad Eva Perón (La Plata) desde 1952 hasta 1955. Es una reversión del escudo justicialista, pero las manos están al mismo nivel y sostienen una antorcha frente a la silueta de Eva Perón.
Escudo de la Provincia Presidente Perón (Chaco) entre 1951 y 1955. El «Ojo vigilante del pueblo» y la silueta de Perón no son utilizadas en la actualidad.
Escudo de la Provincia de Misiones, utilizado entre 1955 y 1959.

## Interpretaciones
Debido al origen casi legendario del escudo, entre los especialistas difieren acerca de la simbología de sus elementos constitutivos.
El historiador peronista Fermín Chávez en su obra Historia y significado del escudo peronista nos dice:
...El gorro frigio significa el símbolo de la Libertad y la Liberación, de acuerdo a la concepción republicana. En la parte superior del escudo brilla un sol naciente: se trata del nacimiento de la epopeya popular y del hecho nuevo peronista. En la cara del sol, se representa un ojo abierto. Es el Ojo Vigilante del Pueblo que es Vox Dei, la voz de Dios, y Oculus Dei, el ojo de Dios. En el lado derecho están los laureles, símbolos de victoria y de gloria. Los nódulos rojos entre los laureles reflejan la tradición del Federalismo y del primer Radicalismo (1891-1893). El azul y el blanco corresponden a los colores de la Nación. Las dos manos unidas representan la Unión Nacional, y la colaboración de clases para una revolución no violenta...
A diferencia de Chávez, para el historiador Alberto Ciria y el director del Archivo Histórico de la Provincia de Buenos Aires, Claudio Panella